# Engenheiro Dolabela
Engenheiro Dolabela é um povoado localizado as margens da rodovia 135 a 45 km do município brasileiro de Bocaiuva, e 100 km de Montes Claros. Também se situa as margens de uma ferrovia, a Linha do Centro da antiga Estrada de Ferro Central do Brasil, atualmente concedida para o transporte de cargas.  Sua população vive basicamente da agricultura e pecuária.
Segundo dados do Instituto Nacional de Meteorologia (INMET), referentes aos períodos de 1979 a 1986, 1988, 1990 a 1991 e 1993 a 1997, a menor temperatura registrada em Engenheiro Dolabela foi de 0 °C em junho de 1997, nos dias 10 e 30, e a maior atingiu 38,9 °C em 1° de novembro de 1984. O maior acumulado de precipitação em 24 horas foi de 125,3 milímetros (mm) em 21 de novembro de 1994, seguido por 115,6 mm em 28 de dezembro de 1985. Janeiro de 1985, com 529,8 mm, foi o mês de maior precipitação.
| Dados climatológicos para Engenheiro Dolabela | Dados climatológicos para Engenheiro Dolabela | Dados climatológicos para Engenheiro Dolabela | Dados climatológicos para Engenheiro Dolabela | Dados climatológicos para Engenheiro Dolabela | Dados climatológicos para Engenheiro Dolabela | Dados climatológicos para Engenheiro Dolabela | Dados climatológicos para Engenheiro Dolabela | Dados climatológicos para Engenheiro Dolabela | Dados climatológicos para Engenheiro Dolabela | Dados climatológicos para Engenheiro Dolabela | Dados climatológicos para Engenheiro Dolabela | Dados climatológicos para Engenheiro Dolabela | Dados climatológicos para Engenheiro Dolabela |
| Mês | Jan                                           | Fev                                           | Mar                                           | Abr                                           | Mai                                           | Jun                                           | Jul                                           | Ago                                           | Set                                           | Out                                           | Nov                                           | Dez                                           | Ano                                           |
| --- | --------------------------------------------- | --------------------------------------------- | --------------------------------------------- | --------------------------------------------- | --------------------------------------------- | --------------------------------------------- | --------------------------------------------- | --------------------------------------------- | --------------------------------------------- | --------------------------------------------- | --------------------------------------------- | --------------------------------------------- | --------------------------------------------- |
| Temperatura máxima recorde (°C) | 37,1                                          | 36,6                                          | 37,9                                          | 37,4                                          | 34,3                                          | 32,6                                          | 32,1                                          | 36,9                                          | 38,7                                          | 38,5                                          | 38,9                                          | 37,5                                          | 38,9                                          |
| Temperatura máxima média (°C) | 30,7                                          | 31,5                                          | 31                                            | 29,8                                          | 28,6                                          | 27,9                                          | 27,4                                          | 29,1                                          | 30,8                                          | 31,6                                          | 30,4                                          | 29,7                                          | 29,9                                          |
| Temperatura média compensada (°C) | 24,2                                          | 24,8                                          | 24,4                                          | 23                                            | 21,2                                          | 19,4                                          | 19,3                                          | 20,8                                          | 23,1                                          | 23,6                                          | 24                                            | -                                             | -                                             |
| Temperatura mínima média (°C) | 18,2                                          | 18,6                                          | 18,6                                          | 16,5                                          | 14                                            | 11,5                                          | 11,7                                          | 12,4                                          | 15,7                                          | 17,7                                          | 18,1                                          | 18,2                                          | 15,9                                          |
| Temperatura mínima recorde (°C) | 12,1                                          | 10,6                                          | 11                                            | 7,8                                           | 5                                             | 0                                             | 2,8                                           | 3                                             | 7,2                                           | 9                                             | 10,1                                          | 11                                            | 0                                             |
| Precipitação (mm) | 214,7                                         | 76,2                                          | 117,3                                         | 43,7                                          | 5,9                                           | 7,3                                           | 9,6                                           | 2,9                                           | 23,9                                          | 57,6                                          | 176,8                                         | 206,5                                         | 942,3                                         |
| Dias com precipitação (≥ 1 mm) | 11                                            | 7                                             | 9                                             | 3                                             | 1                                             | 1                                             | 1                                             | 1                                             | 2                                             | -                                             | 13                                            | -                                             | -                                             |
| Umidade relativa compensada (%) | 78                                            | 73,9                                          | 76,8                                          | 75,1                                          | 73,1                                          | 70,8                                          | 67,1                                          | 64,7                                          | 65                                            | 67,4                                          | 72,8                                          | 78                                            | 71,9                                          |
| Insolação (h) | 187,1                                         | 221,3                                         | 204,7                                         | 223,2                                         | 229,8                                         | 238,9                                         | 242,7                                         | 239,7                                         | 215                                           | 195,6                                         | 162,9                                         | 151,7                                         | 2 512,6                                       |
| Fonte: Instituto Nacional de Meteorologia (INMET) (normal climatológica de 1981-2010; recordes de temperatura: 01/06/1979 a 31/12/1986, 01/01/1988 a 31/12/1988, 01/01/1990 a 31/12/1991 e 01/01/1993 a 30/09/1997) |                                               |                                               |                                               |                                               |                                               |                                               |                                               |                                               |                                               |                                               |                                               |                                               |                                               |